# Паньшино (Ульяновская область)
Паньшино — село Радищевского района в составе Калиновского сельского поселения. 

## География
Находится на правом берегу Волги примерно в 38 километрах по прямой на восток-северо-восток от районного центра поселка Радищево.
Село Паньшино с трёх сторон окружено горами, находится в долине Паньшинских гор, а Белые горы, ( по-местному Паховые), ближе к Волге поднимаются, образуют возвышение, на географической карте Форфос, а в селе возвышенность называют Буланова гора, она же Казачья гора..
Казацкая гора (Казачьи горы, Белые горы) — это холмы находящаяся слева от села Паньшино и простирающаяся до Сызрани. Горы эти расположены в Ульяновской и Самарской областях. Своё название гора получила в давние времена, когда горы назывались Казачьими. Зачастую гору называют Форфос — вероятно это искажённое со временем слово «форпост». Более позднее название горы — Буланова гора. По одной из версий название происходит от слова «буланый», означающий окрас лошадей.

## История
Село Паньшино (прежнее название — Архангельское) Из рукописи одного из первых исследователей Сызранского края Н.В. Гурьева, хранящейся в Сызранском краеведческом музее, населённый пункт Паньшино возник около 1687 г. после основания Кашпирской крепости, под защитой которой Паньшинцы стали чувствовать себя в безопасности. Документы, приведенные в книге И.М. Покровского «Казанский архиерейский дворец», подтверждают данное предположение.. По другим данным — в 1685 году, при строительстве Сызранской черты. Первое же упоминание о Казацкой горе относится к августу 1636 года, когда о нём упоминает путешественник Адам Олеарий в книге «Описание путешествия голштинского посольства в Московию и Персию».
Основателями села были донские казаки, разбойничавшие на Волге. Позднее в селе появились и русские землепашцы. Село было разделено на две части: в верней жили казаки, а в нижней — пахари. Казачество занималось в основном рыбной ловлей, разведением садов и торговлей. Пахари сеяли зерно и занимались скотоводством. Казаки и крестьяне существовали мирно. Паньшино было крупным селом, имевший статус волостного центра.
При создании Симбирского наместничества в 1780 году, село Паншино, экономических крестьян, помещиковых крестьян, при реке Волышке, вошло в состав Сызранского уезда.
Первая школа здесь появилась в 1876 году.
В 1887 г. прихожанами был построен новый каменный храм, освящён в 1888 г. Престол в нём — во имя Архистратига Божьего Михаила. Прихожан в с. Паньшине в 410 дворах жило: 1639 м. и 1691 ж.; сверх того раскольников безпоповцев, австрийского толка, перекрещенцев, иудействующих и спасова согласия, неприемлющих водного крещения, в 58 дворах — 232 м. и 247 ж. В селе две земские школы, открыты: одна в 1876 г., а другая — в 1898 году.
В 1913 г. в селе было 975 дворов, 4500 жителей, Михайло-Архангельская церковь, часовня, молитвенный дом, 2 школы, волостное правление, почтовое отделение.

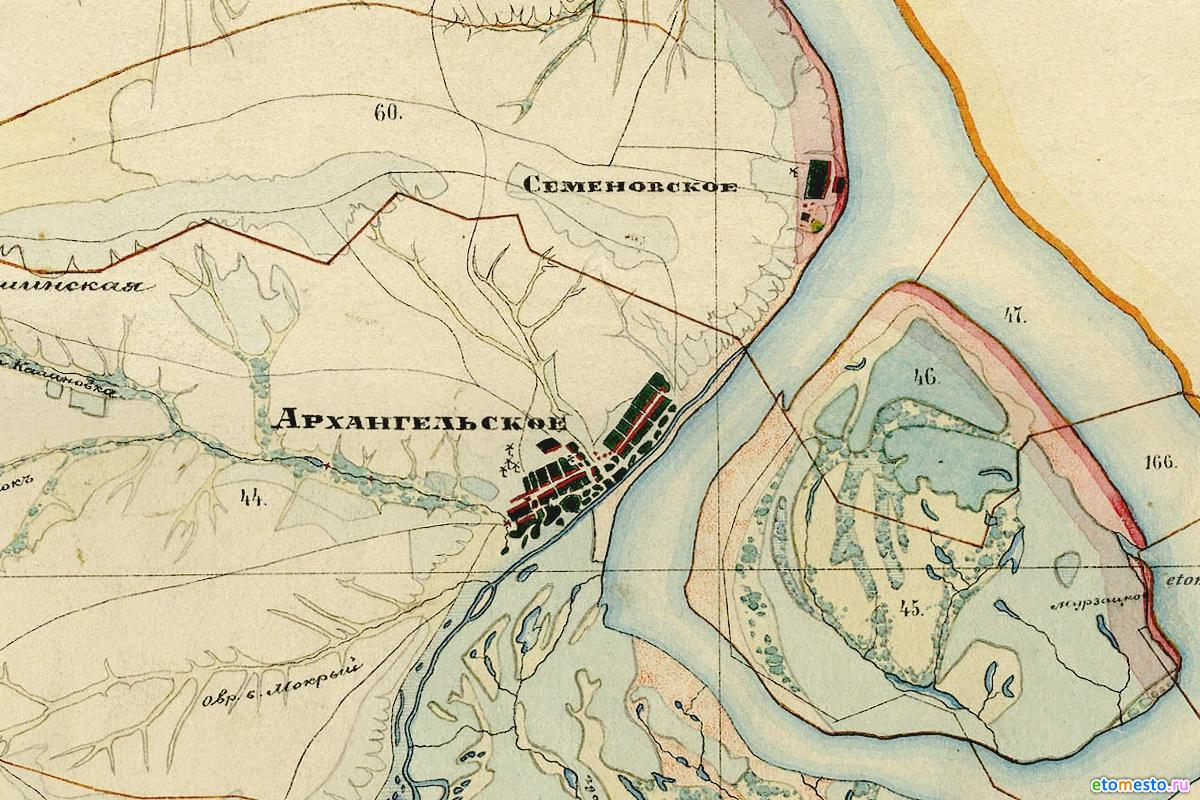
Село Паньшино(Архангельское) на карте Менде Симбирской губернии

## Население
Население составляло 196 человек в 2002 году (русские 96%), 117 по переписи 2010 года.

## Известные уроженцы
- Горбунов, Кузьма Яковлевич  (1903—1986) — советский писатель, родился и жил в селе, в окрестностях которого был снят фильм «Ледолом» режиссёром Борисом Барнетом [7].
- Масляев, Вадим Ефимович (1914—1988) — советский архитектор, народный архитектор СССР (1976). Главный архитектор Волгограда (1958—1985).

## Достопримечательность
- Гора Форфос, Чёрные горы (Малиновые горы), Паньшинские острова[8][9].